# Фелдстайн, Мартин
Мартин Стюарт Фелдстайн (Фельдштейн; англ. Martin Stuart Feldstein; 25 ноября 1939, Нью-Йорк — 11 июня 2019) — американский экономист. Доктор, профессор Гарвардского университета, эмерит-президент Национального бюро экономических исследований, член Американского философского общества (1989), членкор Британской академии.

## Биография
Бакалавр Гарвардского университета (1962), магистр (1964) и доктор философии (1967) Оксфордского университета.
Профессор Гарвардского университета (с 1969), состоял именным профессором (George F. Baker Professor) экономики.
Президент Национального бюро экономических исследований (1977—1982, 1984—2008).
Председатель Совета экономических консультантов при президенте Рональде Рейгане (1982—1984) и главный экономический советник Рейгана. Президент Американской экономической ассоциации (2004). Фелло Эконометрического общества и National Association for Business Economics. Член Американской академии искусств и наук.
В 2006 году президент США Джордж Буш включил Мартина Фельдстейна в состав членов Консультативного совета по внешней разведке.
6 февраля 2009 года включён президентом США Бараком Обамой в члены Консультативного совета при Президенте США по экономическому восстановлению.
Член Трехсторонней комиссии, Совета по международным отношениям, «Группы тридцати», JP Morgan Chase International Council. Являлся директором American International Group, HCA, Eli Lilly.
Научные интересы Фелдстайна простирались от количественных исследований экономики здравоохранения до теоретического и эмпирического анализа программ социального страхования, включая изучение влияния налогов, трансфертов и государственных расходов на накопление частного капитала.
Жена Кэтлин (Kathleen), также экономист. Две замужних дочери.
Автор более 300 научных работ, регулярно публиковался в Wall Street Journal.
Награждён медалью Дж. Б. Кларка (1977). Лауреат премий Дж. Р. Коммонса (1989), Адама Смита (1993) и Бернарда Хармса (1994).

## Основные произведения
- «Инфляция, подоходные налоги и ставка процента: теоретический анализ» (Inflation, Income Taxes and the Rate of Interest: A Theoretical Analysis, 1976);
- «Бюджет и торговый дефицит — не близнецы» (The Budget and Trade Deficits Aren’t Really Twins, 1992).